# Ольхово (Московская область)
Ольхово — деревня в Ступинском районе Московской области России в составе городского поселения Ступино (до 2006 года входила в Городищенский сельский округ). На 2016 год в Ольхове одна улица — Раздольная и три садоводческих товарищества.
Ольхово расположено на юго-востоке района, в верховье реки Хочёмки, высота центра деревни над уровнем моря — 186 м. Ближайшие населённые пункты: Каменка — более 1 км на юг и Сенькино — около 2 км на юго-запад.

## Население
| 2002 | 2006 | 2010 |
| ---- | ---- | ---- |
| 13   | ↘0   | ↗14  |